# Capella de Sant Sebastià (Piera)
La capella de Sant Sebastià és una capella al municipi de Piera (Anoia) catalogat en l'Inventari del Patrimoni Arquitectònic de Catalunya. És un edifici religiós de planta rectangular amb coberta a dues aigüe. A l'interior es conserven arcades de guix, imitant l'estil gòtic. Abans d'edificar-hi la capella el carrer tenia el nom de Carrer Baix l'any 1555 el Rdo. M. Marquet va fer-la edificar prop del lloc on s'havia edificat el segon hospital de la vila. La làpida commemorativa que es troba a l'entrada de la capella diu que es va restaurar l'any 1920. A la plaça de la façana hi ha escrit: "Fou restaurada l'any del senyor MCMXX".